# Pilule contraceptive pour chat
La pilule contraceptive pour chat est une méthode orale de contraception réversible destinée aux chattes pour suspendre temporairement leurs capacités de reproduction. Alternative à la stérilisation définitive, cette méthode présente cependant des effets secondaires importants.

## Molécules
Trois molécules à base de progestérone synthétique sont principalement employées : l'acétate de mégestrol, la proligestone et l'acétate de médroxyprogestérone,.

## Mode d'action
Les substances actives des pilules pour chattes agissent par rétrocontrôle négatif de l'axe hypotholamo-hypophysaire, en inhibant le développement des follicules ovariens et en suspendant l'ovulation. Les chaleurs sont ainsi évitées.

## Administration
Il s'agit d'une méthode orale ; un comprimé est à administrer une fois par semaine.

## Délivrance
En France, la pilule contraceptive pour chatte ne peut être délivrée que sur ordonnance d'un vétérinaire depuis 2012. En Belgique, une ordonnance est nécessaire et elle peut être délivré par un vétérinaire ou en pharmacie.

## Indications
La pilule contraceptive est utilisée chez les chattes d'élevage, et pour les individus qui ne peuvent subir d'intervention chirurgicale permettant une stérilisation.
L'association nationale du médicament vétérinaire émet en 2022 des recommandations concernant l'emploi de pilule contraceptive chez les chattes et les chiennes. Un vétérinaire doit impérativement être consulté avant d'établir le traitement le plus adapté qui doit être interrompu en cas d'effet secondaire, le plus limité possible et contrôlé régulièrement par un vétérinaire si son administration dépasse les trois mois.

## Contre-indications
Le diabète est une contre-indication absolue.

## Avantages et inconvénients
Il s'agit d'un traitement moins coûteux qu'une stérilisation chirurgicale à court terme. Cependant, les effets secondaires graves sont importants et les risques augmentent avec la durée de la prise de la pilule contraceptive et avec le surdosage.
Il a été observé que les chatons des premières portées suivant la prise d'acétate de médroxyprogestérone présentaient un poids moins élevé à la naissance et étaient plus faibles, voire mort-nés. Cet effet disparait après les premières portées.

## Effets secondaires et dangers
La prise de la pilule chez les chattes est susceptible de provoquer des atteintes de l'appareil reproducteur : pyomètres, hyperplasies et tumeurs mammaires, kystes ovariens, vaginites,. Des modifications du comportement peuvent apparaître, ainsi que de la polyphagie ou un diabète sucré. Le décès de l'animal survient également dans 20 % des cas rapportés à l'Anses-Agence nationale du médicament vétérinaire à la suite de la prise de la pilule contraceptive.